# Zorotypus
Zorotypus là chi côn trùng duy nhất trong họ côn trùng Zorotypidae và cũng là của bộ Zoraptera. Chi này có 39 loài, trong đó 9 loài đã tuyệt chủng.

## Các loài
Hiện có 39 loài còn sinh tồn và 9 loài tuyệt chủng.
- Zorotypus absonus Engel (fossil)
- Zorotypus acanthothorax Engel & Grimaldi (fossil)
- Zorotypus amazonensis Rafael & Engel
- Zorotypus barberi Gurney
- Zorotypus brasiliensis Silvestri
- Zorotypus buxtoni Karny
- Zorotypus caudelli Karny
- Zorotypus caxiuana Rafael, Godoi, & Engel
- Zorotypus cervicornis Mashimo, Yoshizawa, & Engel
- Zorotypus ceylonicus Silvestri
- Zorotypus congensis Ryn-Tournel
- Zorotypus cramptoni Gurney
- Zorotypus cretatus Engel & Grimaldi (fossil)
- Zorotypus delamarei Paulian
- Zorotypus goeleti Engel & Grimaldi (fossil)
- Zorotypus guineensis Silvestri
- Zorotypus gurneyi Choe
- Zorotypus hamiltoni New
- Zorotypus hudae (Kaddumi) (fossil)
- Zorotypus hubbardi Caudell
- Zorotypus huxleyi Bolivar y Pieltain & Coronado
- Zorotypus impolitus Mashimo, Engel, Dallai, Beutel, & Machida
- Zorotypus javanicus Silvestri
- Zorotypus juninensis Engel
- Zorotypus lawrencei New
- Zorotypus leleupi Weidner
- Zorotypus longicercatus Caudell
- Zorotypus magnicaudelli Mashimo, Engel, Dallai, Beutel, & Machida
- Zorotypus manni Caudell
- Zorotypus medoensis Hwang
- Zorotypus mexicanus Bolivar y Pieltain
- Zorotypus mnemosyne Engel (fossil)
- Zorotypus nascimbenei Engel & Grimaldi (fossil)
- Zorotypus neotropicus Silvestri
- Zorotypus newi (Chao & Chen)
- Zorotypus novobritannicus Terry & Whiting
- Zorotypus palaeus Poinar (fossil)
- Zorotypus philippinensis Gurney
- Zorotypus sechellensis Zompro
- Zorotypus shannoni Gurney
- Zorotypus silvestrii Karny
- Zorotypus sinensis Hwang
- Zorotypus snyderi Caudell
- Zorotypus swezeyi Caudell
- Zorotypus vinsoni Paulian
- Zorotypus weidneri New
- Zorotypus zimmermani Gurney
- Xenozorotypus burmiticus Engel & Grimaldi (hóa thạch)